# لوخ نس
لوخ نيس (بالإنجليزية: Loch Ness)‏ بحيرة كبيرة للماء العذب تقع في منطقة الجبال الاسكتلندية، تقع البحيرة 37 كم جنوب غرب مدينة انفرنس. سطح البحيرة يرتفع 15.8 م عن سطح البحر. تبلغ مساحة سطح البحيرة 56.4 كم² ، وأقصى عمق لها هو 230 م  البحيرة معروفة لأنها مكان مشاهدة الوحش الأسطوري المسمى وحش لوخ نيس.
وقد سميت البحيرة تيمنًا بنهر نيس والذي يتدفق من الجهة الشمالية للبحيرة، والاسم ذاته مستق من كلمة تعني «الهادر/ ذلك الذي يصدر الزئير» من اللغة السلتية. وتشتهر البحيرة بارتباطها بأسطورة وحش لوخ نيس الشهيرة.
البحيرة هي ثاني أكبر بحيرة مساحة في إسكتلندا بعد لوخ لوموند بمساحة 56 كم مربع (22 ميل مربع). ولكن بسبب كبر عمق البحيرة؛ فهي تعد الأكبر حجمًا في الجزر البريطانية. وتقع أعمق نقطة في البحيرة على عمق 230 متر، مما يجعلها ثاني أعمق بحيرة في إسكتلندا بعد بحيرة مورار.

## معرض صور

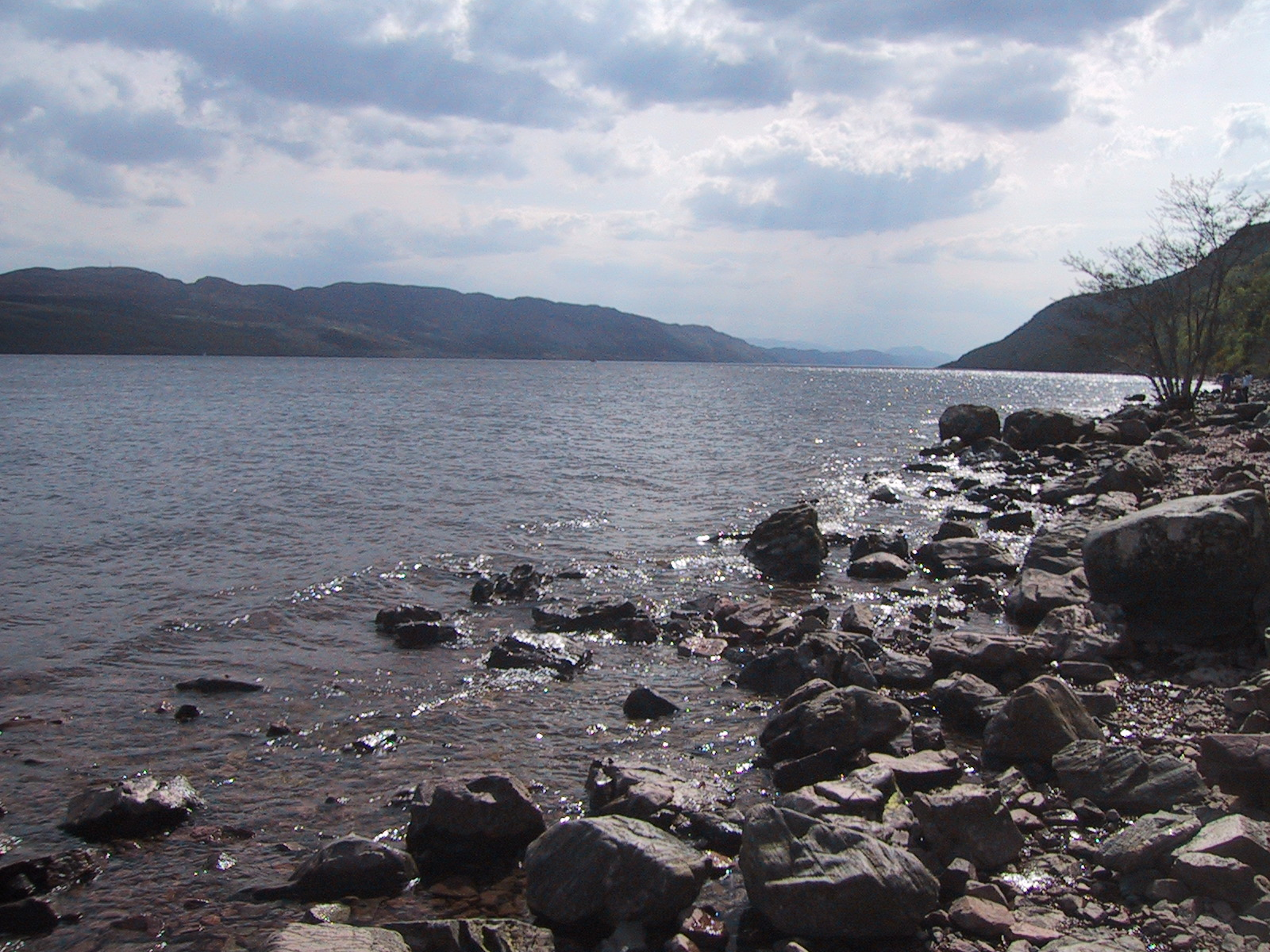
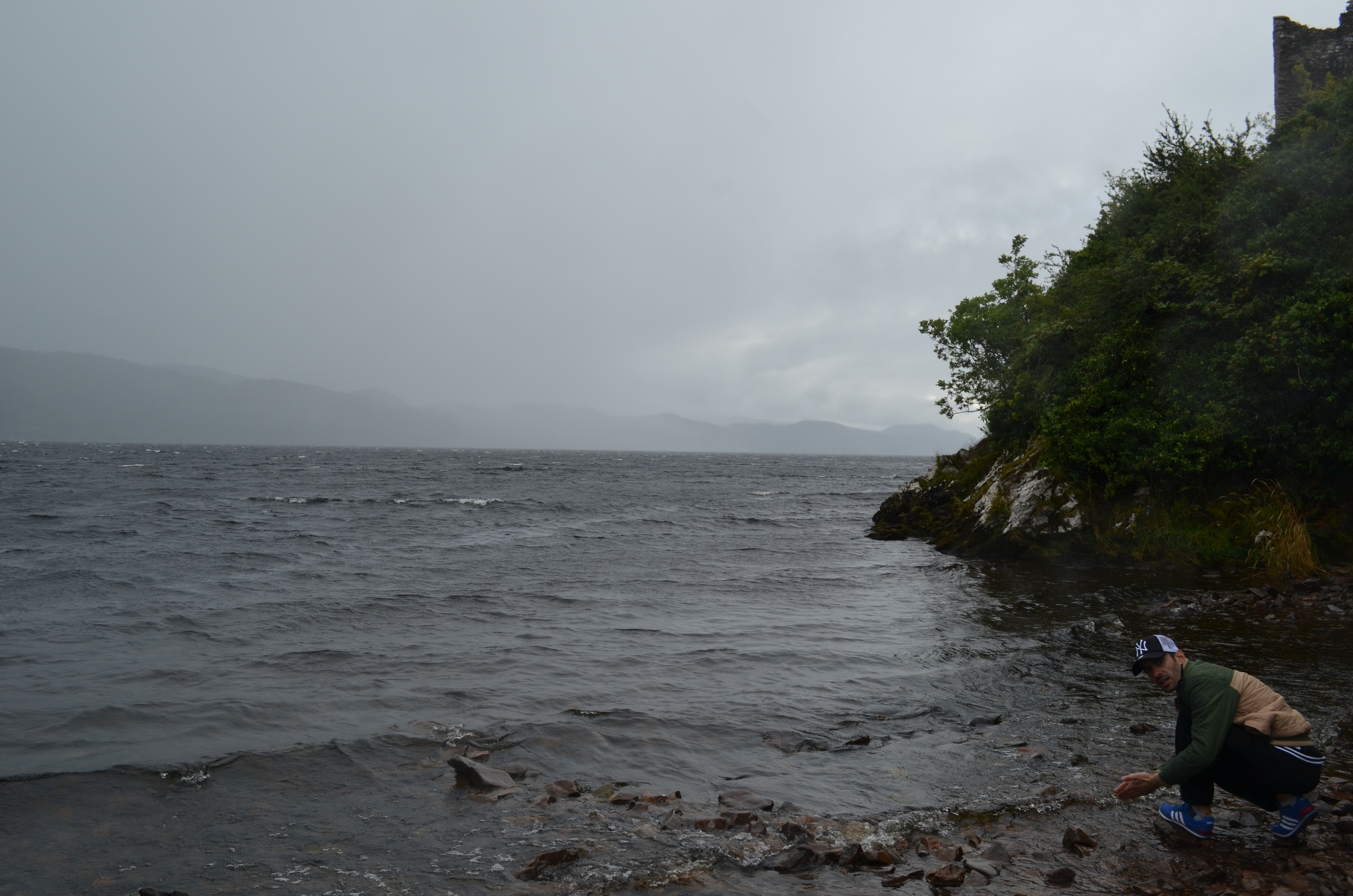
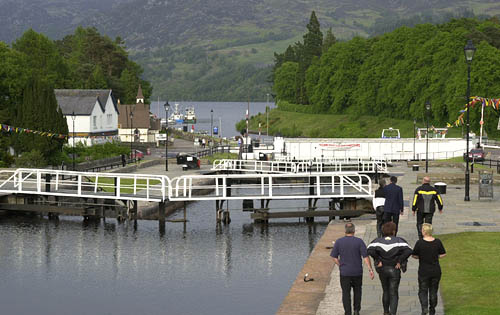

## أعلام
- إيان بانين